# North London line
A North London line foi uma linha de comboios que serviu parte de Inglaterra. Através destas linhas de railway, que serviu a capital Londrina, nasceu o Metro de Londres.